# Dværgbunke
Dværgbunke (Aira) er en planteslægt med ganske få arter:
| Arter |

- Tidlig Dværgbunke (Aira praecox)
- Udspærret Dværgbunke (Aira caryophyllea)

- Wikimedia Commons har flere filer relateret til Dværgbunke

| Botanik | Spire Denne botanikartikel er en spire som bør udbygges. Du er velkommen til at hjælpe Wikipedia ved at udvide den. |